# 中華民國第二屆國會議員選舉
中华民国第二届国会议员选举是1918年举行的中华民国第二届国会议员选举。結果由皖系勝出選舉。因其選舉過程被王揖唐主導的安福俱樂部所控制，故又稱為安福國會。1920年7月，直皖戰爭爆發，直系曹錕、吳佩孚取勝之後控制北洋政府，段祺瑞被迫下台；安福國會也於同年8月30日遭到解散。